# Discografia Leonei Lewis
Discografia Leonei Lewis se compune din trei albume de studio, paisprezece discuri single, șaisprezece videoclipuri și două albume demonstrative.
În 2006 a semnat cu casa de discuri Syco Music, deținută de Simon Cowell, subsidiară a Sony Music Entertainment (fosta Sony BMG). În America de Nord a senat cu o altă casă de discuri, J Records la care a activat până la desființarea acesteia din 2011, trecând la RCA Records. Până în iulie 2011 a vândut peste 11 milioane de albume la nivel mondial.
Albumul de debut al interpretei, intitulat Spirit a stabilit noi recorduri mondiale, fiind comercializat în peste șase milioane de exemplare pe plan internațional. După câștigarea concursului The X Factor în 2006, Lewis a lansat „A Moment Like This” în Regatul Unit, care a devenit cel mai rapid bine vândut disc single de către o artistă din Marea Britanie. Cântecul a fost cumpărat de peste 50,000 în primele treizeci de minute de la apariție, stabilind astfel un nou record în Regatul Unit. De asemenea, „Bleeding Love” este numit cel mai bine vândut single al anului 2007, cu aproape 1 milion de exemplare în evidențele din Marea Britanie și 3,5 milioane în S.U.A.. În 2009, Spirit se clasa pe locul al 27-lea în topul celor mai bine vândute albume din toate timpurile din Regatul Unit, cu peste nouă milioane de exemplare vândute. Următorul single, „Better in Time”, s-a bucurat de același succes, clasându-se în primele zece melodii din topurile de specialitate din întreaga lume. Următoarele discuri single: „Forgive Me” respectiv „Run” au fost lansate de-a lungul Europei și în Australia; „Forgive Me” s-a bucurat de un succes moderat la public, în timp ce „Run” a devenit al treilea cântec clasat pe primul loc în UK, poziție pe care a mai cunoscut-o în topurile din Austria și Irlanda. „I Will Be” a fost ultimul single de pe album lansat în Statele Unite.
Cel de-al doilea album al interpretei, intitulat Echo, a debutat pe cea mai înaltă treaptă a clasamentului britanic și a primit două discuri de platină în Regatul Unit, semnificând vânzări de peste 600,000 de copii în regiunea respectivă. La finele anului 2009, Leona Lewis a înregistrat cântecul principal al coloanei sonore dedicate filmului științifico-fantastic Avatar. Piesa, intitulată „I See You (Theme from Avatar)”, a fost nominalizată la Globul de Aur, la categoria „Cel mai bun cântec original”. Această melodie s-a mai regăsit și pe coloanele sonore ale filmelor Sex and the City 2 și For Colored Girls. În noiembrie 2010 Lewis a lansat un album video al turneului The Labyrinth, intitulat The Labyrinth Tour Live from The O2.
Cel de-al treilea album, Glassheart, a fost lansat în octombrie 2012 și a primit recenzii pozitive din partea criticilor, și, deși a avut un oarecare succes, a fost cel mai slab albul al Leonei din acest punct de vedere, atingând doar poziția a treia în Regatul Unit și a patra în Irlanda. „Collide” a fost lansat ca discul single principal de pe album în septembrie 2011, dar cântecul nu s-a aflat pe lista finalizată a albumului, fiind înlocuit cu Trouble. Lovebird este al doilea single extras de pe Glassheart și lansat pe 9 decembrie 2012. Lovebird, al treilea și ultimul single al albumului, nu a intrat în clasamentele de specialitate.

## Albume

### Albume de studio
| Albume de studio | |   |    |   |    |    |   |    |    |   |    | |
| 2007             | Spirit - Primul album de studio - Lansat: 9 noiembrie 2007 - Vânzări globale: 8,5 milioane - Vânzări în UK: 3.100.000 | 1 | 1  | 1 | 1  | 1  | 1 | 1  | 2  | 1 | 1  | - BPI: 9× Platină - ARIA: Platină - BVMI: 3× Aur - IFPI AUT: Platină - IFPI SWE: Aur - IFPI SWI: 2× Platină - IRMA: 11× Platină - MC: Platină - RIAA: Platinum - RIANZ: Platină |
| 2009             | Echo - Al doilea album de studio - Lansat: 9 noiembrie 2009 - Vânzări: 2.6 milioane - UK: 680.000                     | 1 | 31 | 8 | 16 | 12 | 2 | 26 | 19 | 3 | 13 | - BPI: 2× Platină - IFPI AUT: Aur - IFPI SWI: Aur - IRMA: Platină - MC: Aur |
| 2012             | Glassheart - Al treilea album de studio - Lansat: 26 martie 2012 - Vânzări: UK: 27.000                                | — | —  | — | —  | —  | — | —  | —  | — | —  | — |

### Alte albume
- Twilight (2004)
- Best Kept Secret (2007)

Album video
| Titlu                               | Detaliile albumului                                                                           | Poziții de vârf | Poziții de vârf | Poziții de vârf | Poziții de vârf |
| Titlu                               | Detaliile albumului                                                                           | UK              | GER             | SPA             | ELV             |
| ----------------------------------- | --------------------------------------------------------------------------------------------- | --------------- | --------------- | --------------- | --------------- |
| The Labyrinth Tour Live from The O2 | - Lansat: 29 noiembrie 2010 - Case de discuri: Syco, Sony Music - Formaturi: Blu-ray, DVD, CD | 4               | 63              | 17              | 59              |

EP
| Titlu        | Detaliile albumului                                                                               | Poziții de vârf | Poziții de vârf | Poziții de vârf | Poziții de vârf |
| Titlu        | Detaliile albumului                                                                               | UK              | UK Digital      | IRE             | SCO             |
| ------------ | ------------------------------------------------------------------------------------------------- | --------------- | --------------- | --------------- | --------------- |
| Hurt: The EP | - Lansat: 9 decembrie 2011 - Casă de discuri: Syco, Sony Music, RCA - Format: Descărcare digitală | 8               | 7               | 15              | 7               |

## Discuri single
| Anul | Single                          | Poziția maximă | Poziția maximă | Poziția maximă | Poziția maximă | Poziția maximă | Poziția maximă | Poziția maximă | Poziția maximă | Poziția maximă | Poziția maximă | Poziția maximă | Certificări | Album                  |
| Anul | Single                          | UK             | AUS            | AUT            | CAN            | GER            | IRL            | NZL            | SUE            | S.U.A.         | UE             | ROM            | Certificări | Album                  |
| ---- | ------------------------------- | -------------- | -------------- | -------------- | -------------- | -------------- | -------------- | -------------- | -------------- | -------------- | -------------- | -------------- | --- | ---------------------- |
| 2006 | „A Moment Like This”            | 1              | —              | —              | —              | —              | 1              | —              | —              | —              | 3              | —              | - BPI: Platină | Spirit                 |
| 2007 | „Bleeding Love”                 | 1              | 1              | 1              | 1              | 1              | 1              | 1              | 2              | 1              | 1              | 3              | - BPI: Platină - ARIA: 2× Platină - BVMI: Platină - IFPI AUT: Aur - IFPI SWE: Platină - MC: Platină - RIAA: Platină - RIANZ: 2× Platină | Spirit                 |
| 2008 | „Footprints in the Sand” [A]    | 2              | —              | —              | —              | —              | 50             | —              | —              | —              | 73             | —              | | Spirit                 |
| 2008 | „Better in Time” [A]            | 2              | 6              | 3              | 9              | 2              | 4              | 6              | 5              | 11             | 6              | 6              | - BPI: Argint - ARIA: Aur - BVMI: Aur - RIANZ: Aur                                                                                      | Spirit                 |
| 2008 | „Forgive Me”                    | 5              | 49             | 15             | —              | 15             | 5              | —              | 7              | —              | 11             | 15             | | Spirit                 |
| 2008 | „Run”                           | 1              | 78             | 1              | 13             | 15             | 1              | —              | 13             | 81             | 6              | —              | - BPI: Aur - IFPI AUT: Aur | Spirit                 |
| 2009 | „I Will Be” [B]                 | —              | —              | —              | 83             | —              | —              | —              | —              | 66             | —              | —              | | Spirit                 |
| 2009 | „Happy”                         | 2              | 26             | 2              | 15             | 3              | 3              | 20             | 11             | 31             | 3              | 40             | - BPI: Argint - MC: Aur | Echo                   |
| 2009 | „I Got You”                     | 14             | —              | 30             | —              | 43             | 43             | 29             | —              | —              | 43             | 26             | | Echo                   |
| 2009 | „I See You (Theme from Avatar)” | —              | —              | —              | —              | —              | 47             | —              | —              | —              | —              | —              | | Avatar(Coloană sonoră) |
| 2011 | „Collide”                       | 4              | —              | 29             | —              | —              | 3              | —              | —              | —              | —              | —              | | —                      |
| 2012 | „Trouble”                       | 7              | —              | 32             | —              | 27             | 21             | —              | 75             | —              | —              | —              | | Glassheart             |
| 2012 | „Lovebird”                      | —              | —              | —              | —              | —              | —              | —              | —              | —              | —              | —              | | Glassheart             |

### Colaborări ca invitată
| Anul | Single                                                 | Poziția maximă | Poziția maximă | Poziția maximă | Poziția maximă | Poziția maximă | Poziția maximă | Poziția maximă | Poziția maximă | Poziția maximă | Poziția maximă | Album            |
| Anul | Single                                                 | UK             | AUS            | AUT            | CAN            | GER            | IRE            | NZL            | SUE            | ELV            | S.U.A.         | Album            |
| ---- | ------------------------------------------------------ | -------------- | -------------- | -------------- | -------------- | -------------- | -------------- | -------------- | -------------- | -------------- | -------------- | ---------------- |
| 2008 | „Just Stand Up!” (în colaborare cu alte 14 cântărețe)  | 26             | 39             | 73             | 10             | —              | 11             | 19             | 51             | —              | 11             | single caritabil |
| 2010 | „Everybody Hurts” (în colaborare cu alți 22 cântăreți) | 1              | 28             | 23             | 59             | 16             | 1              | 17             | 21             | 16             | —              | single caritabil |

## Alte cântece intrate în clasamente
| Titlu | An   | Poziția în clasament | Poziția în clasament | Poziția în clasament | Poziția în clasament | Poziția în clasament | Poziția în clasament | Poziția în clasament | Album/single                          |
| Titlu | An   | UK                   | UK Dance             | UK Digital           | UK R&B               | IRE                  | SUA                  | US A/C               | Album/single                          |
| --- | ---- | -------------------- | -------------------- | -------------------- | -------------------- | -------------------- | -------------------- | -------------------- | ------------------------------------- |
| „Forgiveness” | 2007 | 46                   | —                    | —                    | —                    | 39                   | —                    | —                    | Partea B a „Bleeding Love”            |
| "Whatever It Takes” | 2007 | 61                   | —                    | —                    | —                    | —                    | —                    | —                    | Spirit                                |
| „Homeless” | 2007 | 173                  | —                    | —                    | —                    | —                    | —                    | —                    | Spirit                                |
| „Yesterday” | 2007 | 137                  | —                    | —                    | —                    | —                    | 117                  | —                    | Spirit                                |
| „Take a Bow” | 2007 | 97                   | —                    | —                    | —                    | —                    | —                    | —                    | Spirit                                |
| „Angel” | 2007 | 185                  | —                    | —                    | —                    | —                    | —                    | —                    | Spirit                                |
| „Here I Am” | 2007 | 156                  | —                    | —                    | —                    | —                    | —                    | —                    | Spirit                                |
| „The Best You Never Had” | 2007 | 180                  | —                    | —                    | —                    | —                    | —                    | —                    | Spirit                                |
| „The First Time Ever I Saw Your Face” | 2007 | 73                   | —                    | —                    | —                    | —                    | —                    | —                    | Spirit                                |
| „Footprints in the Sand” | 2007 | 65                   | —                    | —                    | —                    | —                    | —                    | —                    | Spirit                                |
| „Better in Time” | 2008 | 23                   | —                    | —                    | —                    | —                    | —                    | —                    | Spirit                                |
| „Misses Glass" | 2008 | 98                   | —                    | —                    | —                    | —                    | —                    | —                    | Spirit                                |
| „Stop Crying Your Heart Out” | 2009 | 29                   | —                    | 27                   | 11                   | 31                   | —                    | —                    | Echo                                  |
| „I See You (de pe coloana sonoră a filmului Avatar)” | 2010 | —                    | —                    | —                    | —                    | 47                   | —                    | 24                   | Avatar: Music from the Motion Picture |
| „My Hands” | 2010 | 145                  | —                    | —                    | —                    | —                    | —                    | —                    | Echo                                  |
| „Glassheart” | 2012 | 167                  | 27                   | —                    | —                    | —                    | —                    | —                    | Glassheart                            |
| Notația „—” indică faptul că ierarhia nu a mai fost publicată în perioada de promovare a albumului, sau faptul că melodia nu a intrat în clasamentele din țările respective. |      |                      |                      |                      |                      |                      |                      |                      |                                       |

## Alte apariții
| Cântec                                          | An   | Album(e)                                                                             | Artist                          | Note                            |
| ----------------------------------------------- | ---- | ------------------------------------------------------------------------------------ | ------------------------------- | ------------------------------- |
| „Perfection”                                    | 2009 | Ready for Love                                                                       | Tata Young                      | Textieră                        |
| „I See You (Theme from Avatar)”                 | 2009 | Avatar: Music from the Motion Picture                                                | Leona Lewis                     | Tema muzicală a filmului Avatar |
| „Inaspettata (Unexpected)”                      | 2010 | Inaspettata                                                                          | Biagio Antonacci și Leona Lewis |                                 |
| „Love Is Your Color”                            | 2010 | Sex and the City 2: Original Motion Picture Soundtrack și I Remember Me (2011)       | Jennifer Hudson și Leona Lewis  |                                 |
| „I Know Who I Am”                               | 2010 | For Colored Girls: Music From and Inspired by the Original Motion Picture Soundtrack | Leona Lewis                     |                                 |
| „Run” (live din Live Lounge)                    | 2011 | The Best of BBC Radio 1's Live Lounge                                                | Leona Lewis                     | Varianta live originală         |
| „Let the Sun Shine” (live from the Live Lounge) | 2011 | Radio 1's Live Lounge – Volume 6                                                     | Leona Lewis                     | Cover după Labrinth             |
| „1,000 Lights”                                  | 2011 | Come Through for You                                                                 | Javier Colon                    | Textieră                        |

## Videoclipuri
| Anul | Videoclip                                        | Regizor           |
| ---- | ------------------------------------------------ | ----------------- |
| 2006 | „A Moment Like This”                             | JT                |
| 2007 | „Bleeding Love” (prima versiune)                 | Melina Matsoukas  |
| 2008 | „Bleeding Love” (cea de-a doua versiune)         | Jessy Terrero     |
| 2008 | „Better in Time”                                 | Sophie Muller     |
| 2008 | „Footprints in the Sand”                         | Sophie Muller     |
| 2008 | „Forgive Me”                                     | Wayne Isham       |
| 2008 | „Run”                                            | Jake Nava         |
| 2009 | „I Will Be”                                      | Melina Matsoukas  |
| 2009 | „Happy”                                          | Jake Nava         |
| 2009 | „I See You (Theme from Avatar)”                  | Jake Nava         |
| 2010 | „I Got You”                                      | Dave Meyers       |
| 2010 | „Everybody Hurts” (ca parte a Helping Haiti)     | Joseph Kahn       |
| 2010 | „Inaspettata (Unexpected)” (cu Biagio Antonacci) | Gaetano Morbioli  |
| 2011 | „Collide (cu Avici)”                             | Ethan Lader       |
| 2012 | „Trouble” (Live)                                 | Liz Haas          |
| 2012 | „Trouble”                                        | Raul B. Fernandez |
| 2012 | „Lovebird”                                       |                   |